# Valkyrian, Söderhamn

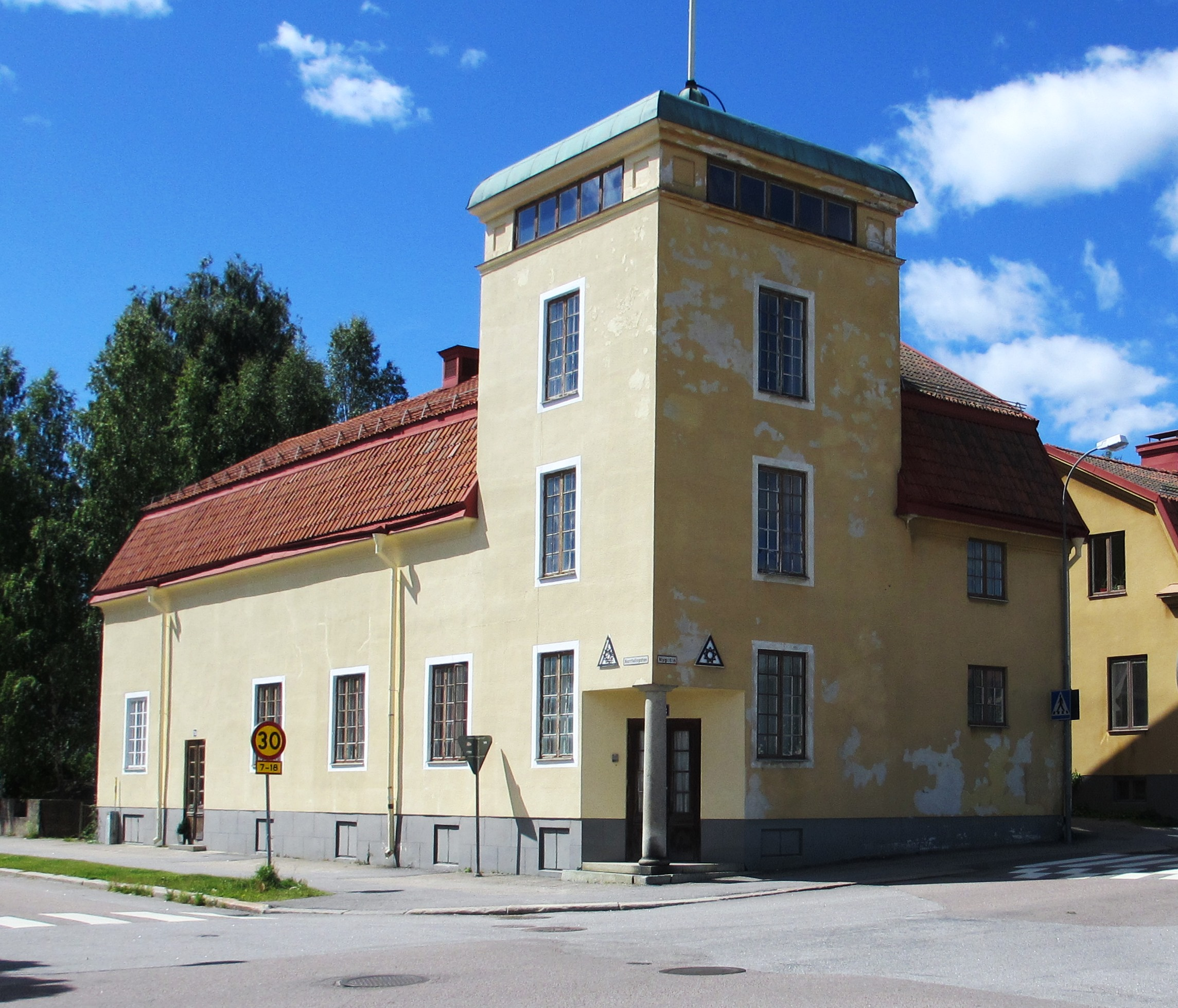
Valkyrian i Söderhamn.

Valkyrian, fastigheten Lagern 4, är en byggnad på Norrtullsgatan i Söderhamn som uppfördes 1924–1926 som ordens- och bostadshus tillhörigt Tempel Riddare Orden.
Templet Valkyrian i Söderhamn instiftades 1906 efter pionjärarbete av charterbroder J.W. Janzon och folkskollärare M. Sundgren. I december 1917 bildades byggnadsföreningen Valkyrian UPA, i vilken A.B. Unger 1917 valdes till ordförande.  År 1920 inköptes en fastighet i hörnet av Köpmangatan – Nygatan, vilken senare samma år såldes till Frälsningsarméns Förlags AB. Vinsten användes 1924 till inköp av hörntomten Norrtullsgatan – Nygatan. I köpet ingick även ett befintligt hus, den så kallade skogvaktarbostaden och 1926 invigdes den nya ordenslokalen.
På grund av höga driftskostnader och stort upprustningsbehov såldes fastigheten 2003, men enligt köpekontraktet får man fortsätta att använda tempellokalen gratis så länge som templet Valkyrian fortlever. På grund av vikande medlemsantal nedlades templet Staffan i Bollnäs 2014 och templet Manhem i Gävle 2015 och medlemmarna på dessa orter överfördes därvid till templet Valkyrian. Även Tempelriddarorden Militum Xpisti Borealis träffas i Templet. Ledare för byggnadsföretaget var byggmästare Lars Erik Larsson i Vågbro och konstnärligt smakråd och dekoratör Carl Sahlin från Falun.